# Ніколаєвка (Тоцький район)
Нікола́євка (рос. Николаевка) — село у складі Тоцького району Оренбурзької області, Росія.

## Населення
Населення — 8 осіб (2010; 65 у 2002).
Національний склад (станом на 2002 рік):
- росіяни — 52 %
- українці — 40 %